# 東益津村
東益津村（ひがしましづむら）は静岡県の中部、益津郡・志太郡に属していた村である。
焼津市のうち瀬戸川、朝比奈川以北を占める。

## 地理
- 河川：瀬戸川、朝比奈川
- 山：高草山、満観峰

## 歴史
- 1889年（明治22年）4月1日 - 町村制の施行により、中里村、石脇上村、石脇下村、岡当目村、浜当目村、高崎村、吉津村、花沢村、小浜村、野秋村、関方村、策牛村、方ノ上村、坂本村が合併して益津郡東益津村が発足。
- 1896年（明治29年）4月1日 - 郡制の施行により所属郡が志太郡に変更。
- 1955年（昭和30年）1月1日 - 焼津市に編入。同日東益津村廃止。

## 交通

### 鉄道路線
日本国有鉄道（現東海旅客鉄道）東海道本線が村域内を通過しているが、駅は存在しなかった。

### 道路
- 国道150号